# Paulo de Tarso da Luz Fontes
Paulo de Tarso da Luz Fontes (Florianópolis, 18 de janeiro de 1914 — Florianópolis, 10 de junho de 1970) foi um médico e político brasileiro.

## Biografia
Filho de Henrique da Silva Fontes e de Clotilde da Luz Fontes.
Diplomado em medicina pela Universidade Federal do Paraná, em 1937.
Iniciou sua carreira como chefe do Serviço de Higiene Escolar do Departamento de Saúde Pública de Santa Catarina, durante o governo de Nereu Ramos (1935 — 1945).
Por reclamar da situação política do país, que então amargava o Estado Novo de Getúlio Vargas, foi transferido para Canoinhas. Devido a divergências ideológicas, rompeu com Nereu Ramos e tornou-se um dos fundadores da União Democrática Nacional (UDN), partido pelo qual foi eleito deputado à Assembleia Legislativa de Santa Catarina na 1ª legislatura (1947 — 1951).
Após o período como parlamentar, venceu a eleição para prefeito de Florianópolis, cargo que exerceu de 1 de fevereiro de 1951 a 14 de novembro de 1954.
Em 1961, quando na posse de Cláudio Barbosa Lima como conselheiro do Tribunal de Contas do Estado de Santa Catarina – do qual Fontes era conselheiro desde 1958 – retirou-se da sessão em protesto contra a nomeação. 
No mesmo ano, exigiu que a Câmara de Vereadores de Florianópolis analisasse as contas de sua gestão na prefeitura, mesmo depois de os parlamentares tentarem abrir mão de fazê-lo. 
Fontes morreu de infarto, no escritório do Lagoa Iate Clube, do qual era presidente. Anos antes, quando sofrera outro infart e circulara a notícia de que havia morrido, recebeu em mãos um telegrama de condolências, vindo de Brasília. Achando graciosa a correspondência, guardou-a até o dia da morte. Por coincidência, a mensagem datava de 10 de junho. 
Em homenagem ao ex-prefeito, a avenida que passa em frente à antiga Alfândega e ao lado do Mercado Público em Florianópolis recebeu o nome de Paulo Fontes.